# (37424) 2001 YA3
2001 واي أي 3 (ويعرف أيضًا باسم (37424) 2001 واي أي 3 وفق تسمية الكوكب الصغير) (بالإنجليزية: 2001 YA3)‏ هو كويكب ضمن حزام الكويكبات؛ وترتيبه 37424 من حيث الاكتشاف.
اكتُشف هذا الجُرم الفلكي بواسطة Charles W. Juels ‏ في 19 ديسمبر 2001.

## وصلات خارجية
- (37424) 2001 YA3 في قاعدة بيانات مختبر الدفع النفاث لأجرام النظام الشمسي الصغيرة

- الاكتشاف · مخطط المدار ·  العناصر المدارية · المعلمات المادية

- (37424) 2001 YA3 على موقع ويكي سكاي: DSS2, SDSS, GALEX, IRAS, Hydrogen α, X-Ray, Astrophoto, Sky Map, Articles and images